# Bathyedithia
Bathyedithia är ett släkte av ringmaskar. Bathyedithia ingår i familjen Polynoidae.
Kladogram enligt Catalogue of Life:
| Bathyedithia | \| \| Bathyedithia berkeleyi \| \| \| \| \| \| Bathyedithia tuberculata \| \| \| \| |
|              | \| \| Bathyedithia berkeleyi \| \| \| \| \| \| Bathyedithia tuberculata \| \| \| \| |
|              | Bathyedithia berkeleyi                                                              |
|              |                                                                                     |
|              | Bathyedithia tuberculata                                                            |
|              |                                                                                     |